# قتاله
قتاله (انگلیسی: Qatali) یک شهرک در شهرستان جزین و در کشور لبنان است.